# 카자흐스탄
카자흐스탄 공화국(카자흐어: Қазақстан Республикасы 카작스탄 레스푸블리카스 [qɑzɑqsˈtɑn], 러시아어: Республика Казахстан 레스푸블리카 카자흐스탄[*] 영어: Republic of Kazakhstan 리퍼블릭 어브 카작스탄[*]), 약칭 카자흐스탄(영어: Kazakhstan, 카자흐어: Қазақстан, 러시아어: Казахстан, 문화어: 까자흐스딴)은 중앙아시아와 동유럽에 걸쳐 있는 공화국이다.
카자흐인이 국민의 다수를 차지한다. 세계에서 9번째로 큰 나라이자 가장 큰 내륙국이다. 중앙아시아 일대에서 가장 면적이 넓은 국가로서 '중앙아시아의 거인'이라는 별명으로도 부른다. 인구는 대략 2000만 명이지만 국토면적에 비하면 매우 낮으며 실제로도 세계에서 가장 인구밀도가 낮은 나라인데, 평방킬로미터 당 6명 미만이 거주하고 있다. 북서쪽으로는 러시아, 남쪽으로는 키르기스스탄 및 우즈베키스탄과 국경을 마주하고 있으며, 동쪽으로는 신장 위구르 자치구와 근접한다. 마지막으로 남서쪽으로는 투르크메니스탄과 접경한다.
1890년경에 러시아의 보호국이 되었으며, 제정 러시아가 멸망하고 나서, 카자흐인들은 1925년 카자흐 소비에트 사회주의 공화국을 성립하였으나 1936년에는 카자흐 소비에트 사회주의 공화국으로 소련에 편입되었다. 1991년 12월 16일 소련으로부터 독립을 선언하고 1992년 3월 독립국가연합에 가입했다. 광대한 평원국으로 기후는 대륙적으로 건조하며 초원·사막이 매우 넓다.
에너지 자원(석탄, 석유, 수력) 외에 철, 구리, 납, 아연, 금, 니켈, 크롬, 망간, 보크사이트, 인회토(燐灰土) 등의 매장량이 풍부하다. 공업발달의 기초는 이들 자원의 채광 야금업이며, 화학공업(카바이드, 인조 고무, 과린산비료, 섬유, 플라스틱), 기계장치 제조업(농기, 광산기계, 압연기, 석유업장치, 압착기, 펌프)도 발달하였다. 북부는 1954년부터 광대한 농지가 개간되어 밀, 귀리, 보리 등을 산출하는 곡창 지대다. 동유럽에 영토를 일부 두고 있다.
오랫동안 '누르술탄 나자르바예프'가 대통령직을 행하였고, 새로운 정치에 대한 국민들의 요구가 거세짐에 따라 대통령직을 사임하여 중앙아시아에서 큰 화제를 일으켰다. 현재 대통령은 2019년에 취임한 카심조마르트 토카예프 카자흐스탄 대통령이며 민주적 정치에 기대가 있다.

## 역사
카자흐스탄에는 구석기 때부터 사람들이 거주하였다. 이곳의 기후와 지형이 유목 생활에 안성맞춤이었기에 목축이 신석기 때 발전하였다.
카자흐스탄 지역은 비단길의 전신인 유라시아의 스텝 무역로의 중요한 곳이었다. 고고학자들은 이 지역의 방대한 스텝에서 인간이 최초로 말을 사육했다고 여긴다.

### 카자흐 칸국
카자흐인들이 15세기부터 카자흐스탄의 지역에 민족을 이루어 살기 시작했는데, 주로 유목 생활을 했다.

### 제정 러시아
19세기 말에 제정 러시아는 대영제국과 아프가니스탄에서의 주도권을 놓고 벌인 '그레이트 게임(the Great Game)'의 일환으로 시베리아에 행정 시스템을 도입하고 군사기지를 구축하였다. 1735년에 첫 번째 러시아 기지인 오르스크가 건설되었으며 러시아는 1890년 보호국인 카자흐스탄의 모든 학교와 정부기관에서 러시아어만 사용할 것을 종용하였다. 이러한 일방적인 언어정책은 카자흐인들의 반발을 샀고 1897년에 들어서는 거의 대부분의 카자흐인들이 제정 러시아의 지배에 반기를 들고 일어섰다. 이는 언어정책 뿐만 아니라 전통적으로 유목생활을 하던 카자흐인들의 삶의 변화, 그리고 그에 따른 기근, 수자원 분쟁 등 여러 가지 요소에 의한 것이다. 이 카자흐 민족운동은 러시아의 흡수정책에 대항하여 카자흐인들 고유의 언어와 문화를 보존하는데 그 중점을 맞췄다.
1936년 이후 소련으로부터 많은 수의 러시아인들이 오늘날의 카자흐스탄, 특히 세미레치에 지역에 살기 시작했다. 이러한 이민 현상은 제정 러시아의 수도인 상트페테르부르크의 이민국(Переселенческое Управление)이 감독하고 장려하였다. 1940년까지 400,000명의 러시아인들이 카자흐스탄에 정착하였고 20세기에는 약 20만명의 독일인, 유대인 등이 카자흐스탄에 정착하였다.
1916년 '중앙아시아 반란(the Central Asian Revolt)'이라는 대규모 반란이 일어났다. 제정 러시아와 땅과 수자원을 둘러싼 갈등으로 인해 카자흐인들이 들고 일어나 러시아인들의 군사기지 등을 공격하면서 시작되었다. 양쪽 모두 상대방을 향한 학살행위가 있었으며, 이는 제정 러시아가 중앙아시아에서 신뢰를 잃고 러시아 2월 혁명이 일어나 멸망하는 계기가 되었다. 제정 러시아가 공산 혁명에 의해 멸망하고 러시아 인민들은 해방되었고 1919년 러시아가 소련으로 대체되면서 카자흐인들은 반란을 멈추었다.

### 카자흐 SSR
제정 러시아가 멸망하고 독립(Alash Autonomy)하였다. 1920년 인민들이 이 지역에 키르기스 소비에트 사회주의 공화국을 세웠다. 그 후, 1925년에 카자흐 소비에트 사회주의 공화국이 성립되었고 1936년에 소비에트 연방에 편입되어 카자흐 소비에트 사회주의 공화국이 되었다.
1930년대 초 소비에트 연방이 강제 집단 농장화하였고 공산화 이념을 따르는 카자흐 지도층이 카자흐 국민들을 탄압하자 정책 실패가 일어나 카자흐스탄에 대규모 기아가 발생하였다. 1926년과 1939년 사이 카자흐 인구는 가뭄과 기아로 인해 22% 감소하였다. 1930년대부터는 고려인들이 시베리아와 카자흐스탄으로 강제 이송되었다. 제2차 세계 대전에서 소련이 독일과 전쟁할 때 카자흐스탄 국민들은 다섯 개의 군대를 구성하여 참전하였고 1947년에는 세미팔라틴스크(현재의 세메이)에 소련의 핵실험장이 개설되었다. 카자흐스탄은 1953년에 니키타 흐루쇼프 소련 공산당 서기장이 주도한 처녀지 개간 운동의 중심지였다.

### 카자흐스탄 공화국

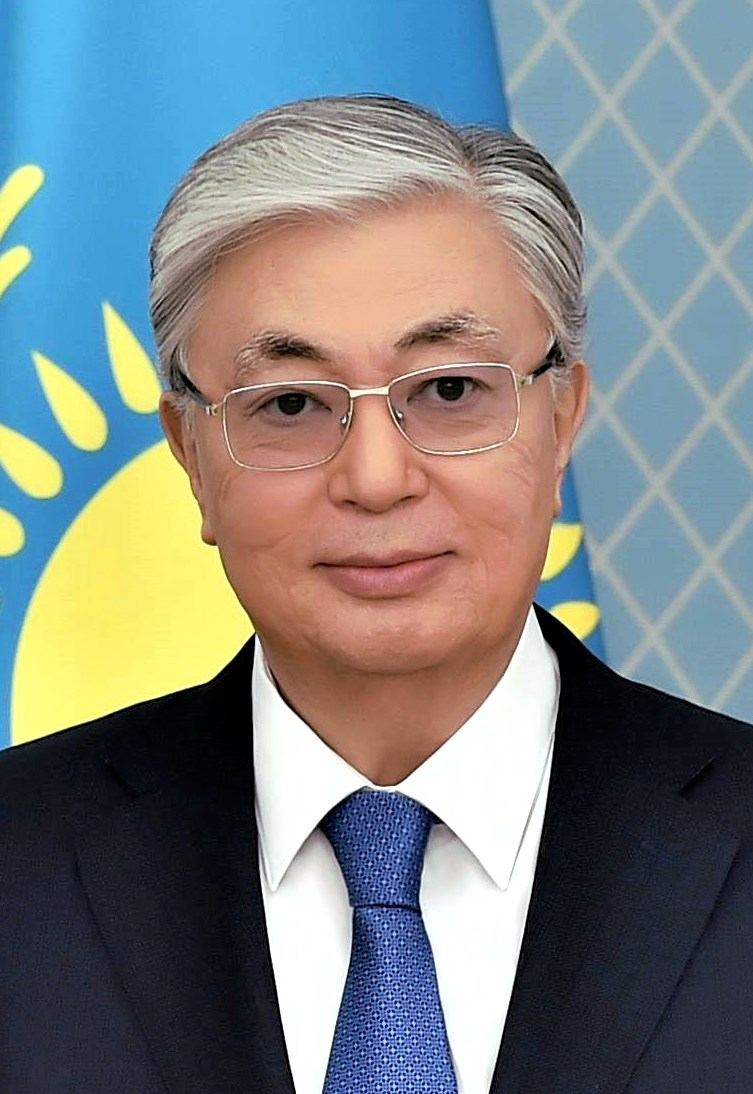
現 카자흐스탄 대통령 카심조마르트 토카예프

누르술탄 나자르바예프가 독립 이후 카자흐스탄의 대통령으로 선출되었다. 독립 직후에는 알마티가 수도였고, 1998년에 수도를 아스타나로 천도했다. 누르술탄 나자르바예프는 카자흐스탄의 대통령으로 장기 집권하며 독재로 정치를 실행하다가, 2019년 3월 20일 집권 29년 만에 자진 퇴임하였다. 그가 퇴임하면서 수도 아스타나는 그의 이름인 누르술탄으로 이름을 변경하였다. 카자흐스탄은 2012년 12월에 카자흐어는 사용하는 문자를 로마자로 바꾸는 작업이 2025년까지 완료한다며, 카자흐어의 문자를 키릴 문자에서 로마자로 바꾸는 작업을 추진하지만, 국민의 반발이 있다. 누르술탄의 퇴임 이후, 상원 의장을 지낸 카심조마르트 토카예프가 2대 대통령으로 승계하였다. 2022년 1월에 LGP 연료 가격인상으로 대시위가 발생했다.

## 지리

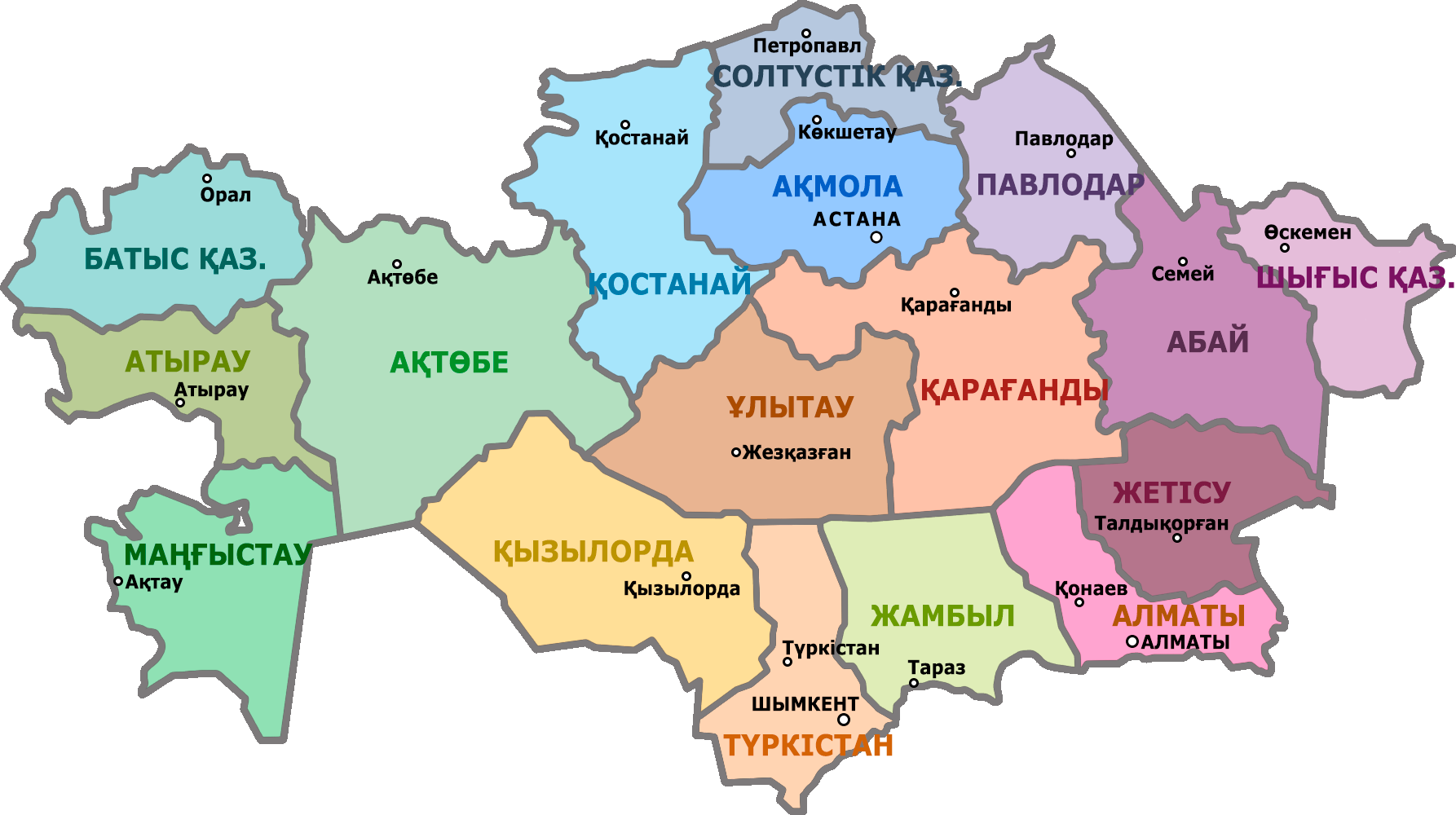
카자흐스탄의 행정 구역

카자흐스탄은 세계에서 9번째로 큰 나라이자 가장 큰 내륙국으로 한국의 27.2배에 달하는 영토(272만 4,900 km2)를 가졌으며 이는 아르헨티나(276만 6,890 km2)보다 약간 작은 면적이다. 북쪽으로 러시아와 6,846 km에 달하는 국경을 맞대고 있으며 동쪽으로는 중화인민공화국, 남쪽으로는 투르크메니스탄, 우즈베키스탄, 키르키즈스탄에 접한다. 영토 대부분이 중앙아시아에 속하지만 카스피해에 면하는 우랄산맥 서쪽은 동유럽에 속한다.
광대한 평원국으로 기후는 대륙성으로 건조하며 초원, 사막이 매우 넓다. 면적이 80만 4,500 km2인 카자흐초원은 카자흐스탄 전체 면적의 5분의 일을 차지하며 세계에서 가장 큰 초원지대이다. 주요 강, 호수는 아랄해, 발하쉬 호수, 우랄강, 시르다리야강 등이 있다.

### 자원
카자흐스탄은 각종 지하자원이 풍부하며, 15개의 희토류 매장지가 있다. 2024년 10월 카자흐 공업건설부가 밝힌 내용에 따르면 자국이 미국과 유럽 연합(EU)이 필요로 하는 거의 모든 핵심 원자재를 공급할 능력이 있으며, 미국의 50개 핵심 원자재 중에서 21개, EU의 34개 핵심 원자재 가운데 19개를 공급할 수 있다. 또한, 전 세계 크롬 중 41.4%가 매장되어 있으며, 대한민국 정부는 카자흐스탄에 10만t 가량의 리튬이 매장된 것으로 추정하였다.
우라늄 매장량이 세계 2위, 천연가스 매장량 약 322억 배럴(세계 7위), 은, 텅스텐 등 많은 광물 자원을 보유한 자원강국이다. 다만 2010년대 자원 가격 하락에 따른 불황도 겪었다. 2025년 5월, 중동부 카라간다주의 자나 카자흐스탄 지역에서 최대 깊이 300m에 걸쳐 2천만t 이상의 희토류가 묻혀있을 것으로 추정되는 매장지가 발견되었다. 매장된 희토류 금속은 네오디뮴, 세륨, 란타넘, 이트륨으로, 매장지 희토류량이 확인되면 카자흐는 매장량 규모에서 중국과 브라질에 이어 3위를 차지하게 된다.

### 행정 구역
카자흐스탄은 17개의 주(州, 카자흐어: облыстар)와 3개의 공화국 도시(특별시)로 나뉘어 있다. 각 주는 대통령이 임명한 '아킴'이라 불리는 주지사 관할이다. 특별시인 아스타나와 알마티·심켄트는 그 어떤 주에도 속하지 않은 독립적인 행정 구역이다. 카자흐스탄은 1997년 12월 10일 수도를 알마티에서 아스타나로 이전하였다.

### 기후
계절 변화가 뚜렷한 대륙성 기후로서, 겨울은 춥고 여름은 더우며, 특히 평원과 골짜기 지역에 그 특징이 심하게 나타난다. 연평균 강수량이 북부가 약 250 mm, 남부 산악지대가 450 mm에 이르지만 사막은 비가 훨씬 적게 내린다. 스텝과 사막이 거의 대부분의 지역에 걸쳐 있다.

## 경제
카자흐스탄은 제조업보다는 천연자원에 수출을 의존하고 있는데, 수출의 90% 이상이 원유와 천연가스에 해당한다. 현재 1인당 GDP는 2023년 기준 12,918달러이다. 밀의 총생산량은 2011년 기준 2,273만 2,000톤으로 세계 10위이다. 중앙아시아 국가들 중에서 가장 경제발전이 기대되는 국가 중 하나인데, 세계은행은 카자흐스탄을 중앙아시아에서 정보기술(IT) 발전 분야에서 가장 앞섰다고 보고서를 발표한 바 있다.

### 무역
2017년 기준, 카자흐스탄의 주요 수출 상대국은 이탈리아(17.93%), 중국(11.95%), 네덜란드(9.82%), 러시아(9.34%), 스위스(6.41) 순이고 총수출액은 48,342,074천 달러, 주요 수출 품목은 석유 및 석유제품이 26,584,364천 달러로 가장 높고 그 뒤로 구리음극 2,003,658천 달러로 그 뒤를 따랐다. 철과 크롬이 1,835,880천 달러, 그리고 천연가스가 1,554,520천 달러, 우라늄이 1,336,343천 달러이다. 2017년도 기준으로 카자흐스탄의 주요 수입 상대국은 러시아(39.1%), 중국(15.99%), 독일(5.06%), 미국(4.27%), 이탈리아(3.22%) 순이고 총수입액은 29,345,935천 달러이다. 주요 수입 품목은 석유가 1,023,055천 달러로 가장높고 그 뒤는 무선장치로 757,207천 달러, 의약품 549,828천 달러, 자동차 부품 345,731천 달러, 건설 장비가 330,217천 달러이다.

## 사회

### 민족
카자흐인 70.4%, 러시아인 18%, 우즈베크인 2.9%, 우크라이나인 2.0%, 위구르인 1.4%, 타타르인 1.2%, 독일인 1.1%, 고려인 0.6%, 폴란드인, 불가리아인, 벨라루스인, 약간의 중국인, 기타 4.5%이다.

### 언어
카자흐스탄에서는 카자흐어가 '국어'지만 러시아어는 '공용어'이자 '민족간 소통언어'로 사용해서, 두 언어 모두가 공용어이다. 소수민족은 자신의 언어를 사용하면서 카자흐어와 러시아어를 사용한다. 현재 정부는 카자흐어를 사용하는 것을 권장하며, 정부의 모든 공공 문서를 카자흐어로만 작성한다. 이는 카자흐 민족의 전통을 되살리기 위한 노력이라고 한다. 하지만 카자흐스탄 방송 및 각종 언론매체는 현재 카자흐어와 러시아어를 공용으로 사용하며 카자흐스탄 신문방송 언어는 카자흐어보다 러시아어가 더 자연스럽다. 여전히 도시 지역 주민은 러시아어가 일반적이다. 영어, 벨라루스어, 독일어, 우크라이나어, 소수민족의 언어 등 기타도 사용한다. 2013년 12월에 누르술탄 나자르바예프 대통령은 교육포럼에서 카자흐어, 러시아어, 영어를 카자흐스탄의 공식 언어로 지정한다고 밝혔다. 카자흐어는 키르기스어와 유사한 큽착 노가이어파(Kipchak–Nogai)이다.

### 종교
| 카자흐스탄의 종교 구성 | 카자흐스탄의 종교 구성 | 카자흐스탄의 종교 구성 | 카자흐스탄의 종교 구성 | 카자흐스탄의 종교 구성 |
| ---------------------- | ---------------------- | ---------------------- | ---------------------- | ---------------------- |
|                        |                        |                        |                        |                        |
| 이슬람교               | 이슬람교               |                        | 70.2%                  | 70.2%                  |
| 동방 정교회            | 동방 정교회            |                        | 23.9%                  | 23.9%                  |
| 무신론                 | 무신론                 |                        | 2.8%                   | 2.8%                   |
| 그 외 기독교           | 그 외 기독교           |                        | 2.3%                   | 2.3%                   |
| 기타                   | 기타                   |                        | 0.8%                   | 0.8%                   |

카자흐스탄은 다민족 국가인 만큼 다양한 종교들이 있다. 2009년 실시된 인구 조사에 따르면 카자흐스탄 인구의 70.2%가 이슬람교를 믿는다고 응답하였다. 그 중 카자흐, 우즈베크인, 타타르인들 등 대다수가 수니파이며 시아파는 소수에 속한다. 남부 카자흐스탄에만 2,300여 개의 모스크가 있으며 이슬람 희생제인 에이드 알-아다(Eid al-Adha)가 국경일로 지정되어 있는 등 이슬람교가 상당한 우위를 보이고 있다.
러시아, 벨라루스, 우크라이나계 카자흐스탄인들 등 인구의 26.2%는 기독교를 믿는다. 그 중 동방 정교회의 비율이 가장 높다. 카자흐스탄에는 258개의 정교회 교회가 등록되어 있으며 정교회 성탄절인 1월 7일은 2005년 12월 국경일로 지정되었다. 카자흐스탄 전국에 500여 개의 개신교 교회, 90여 개의 가톨릭 교회가 있으며, 그 외 소수의 유대교, 불교신자들이 있다(0.2% 미만).

## 문화
10세기에 철학, 과학, 수학에 관한 수많은 저술을 남긴 작가 아부 나스르 알 파라비가 역사적으로 유명한 문필가로서 알려져 있으며, 1904년에 사망한 아바이 쿠난바이울리가 있다.
현대에 뚜렷하게 나타나는 작가로는, 시인 잠불 자바예프와 극작가 무흐타르 아우에조프를 꼽을 수 있다. 아직도 카자흐스탄에는 서사적인 민요시와 서정시를 낭송하는 전통이 여전히 남아 있다. 이 때문에 카자흐스탄에는 많은 예술, 연극 학교가 있으며, 알마티에는 국립 미술관이 있다.
영국 채널에서 다 알리 G 쇼라는 프로그램을 진행하고 있는 사샤 배런 코언이 보랏 사그디예프라는 이름의 카자흐스탄 TV리포터로 분(扮)해 미국을 탐방하는 내용의 쇼를 진행하였다. 그는 또 보랏: 카자흐스탄 킹카의 미국 문화 빨아들이기라는 영화를 만들어 2006년 토론토영화제에서 큰 화제를 모으기도 했다. 문제는 이 캐릭터가 카자흐스탄 문화를 비판한다는 사실이다. 그는 "이제 카자흐스탄에서 여성은 버스 안에서는 여행할 수 있고, 동성애자는 더 이상 푸른 모자를 쓰지 않아도 되고, 결혼 가능 연령은 8살까지 올라갔다"며 카자흐스탄 사회를 조롱해왔다. 그의 이 같은 도발에 카자흐스탄 정부는 코언을 상대로 소송을 공언해왔으며, 결국에는 누르술탄 나자르바예프 카자흐스탄 대통령까지 나서, 2006년 11월로 예정된 보랏: 카자흐스탄 킹카의 미국 문화 빨아들이기의 미국 개봉을 앞두고 미국을 찾아 부시 대통령과 회담을 벌였다.

## 자살 문제
자살률이 높은 나라로 사회적 문제가 되고 있다.

### 카자흐스탄
- 정부 홈페이지
- 전자정부 홈페이지
- 총리 홈페이지

### 대한민국
- (한국어) 주카자흐스탄 대한민국 대사관
- (한국어) 카자흐스탄 한인회
- (한국어) 한국-카자흐스탄 친선협회

### 그 외
- (영어) CIA의 세계정보(카자흐스탄편) 보관됨 2005-07-09 - 웨이백 머신